# 小睾棘缘吸虫
小睾棘缘吸虫（学名：Echinoparyphium microrchis）为棘口科棘缘属的动物。在中国大陆，分布于河北白洋淀等地，营寄生生活，宿主黑水鸡以及寄生于小肠和直肠。该物种的模式产地在河北白洋淀。